# Al-Mushrifah
Al-Mushrifah (tiếng Ả Rập: المشرفة, cũng đánh vần al-Mishirfeh, el-Mishrife hoặc Musharrfeh) là một ngôi làng ở miền trung Syria, một phần hành chính của Tỉnh Homs, nằm ở phía đông bắc của Homs, với dân số 14.868 vào năm 2004. Các địa phương gần đó bao gồm Ayn al-Niser, Umm al-Amad và al-Mukharram ở phía đông, và Talbiseh, al-Ghantu và Teir Maalah ở phía tây. Bên ngoài thị trấn hiện đại là Tell el-Mishrife, địa điểm của thành phố cổ Qatna. Nó có một dân số hỗn hợp tôn giáo của người Hồi giáo Sunni, Alawites và Kitô giáo. Ngôi làng có một số nhà thờ Hồi giáo và hai nhà thờ.
Vào những năm 1950, dưới ảnh hưởng của Đảng Cộng sản Syria, một số nông dân của al-Mushrifah đã chống lại chủ nhà của họ bằng cách thu hoạch vụ mùa của ông.